# HMS Southampton (83)
O HMS Southampton foi um cruzador rápido operado pela Marinha Real Britânica e a segunda embarcação da Classe Town. Sua construção começou em novembro de 1934 nos estaleiros da John Brown & Company em Clydebank e foi lançado ao mar em março de 1936, sendo comissionado na frota britânica em março do ano seguinte. Era armado com uma bateria principal composta por doze canhões de 152 milímetros montados em quatro torres de artilharia triplas, tinha um deslocamento carregado de mais de onze mil toneladas e alcançava uma velocidade máxima de 32 nós.
O Southampton passou os primeiros meses da Segunda Guerra Mundial realizando patrulhas pelo Mar do Norte, mas a partir de abril de 1940 participou de operações da Campanha da Noruega. Foi transferido para o Mar Mediterrâneo em novembro e neste mesmo mês participou da Batalha do Cabo Spartivento. Pelos meses seguintes escoltou comboios pelo Mediterrâneo e Mar Vermelho. Durante uma destas operações em 11 de janeiro de 1941, o cruzador foi atingido por pelo menos duas bombas durante um ataque aéreo alemão, incapacitando-o a ponto de precisar ser afundado.